# MQ-9 リーパー
MQ-9 リーパー
MQ-9
- 用途：無人攻撃機 (UCAV)
- 分類：偵察機、攻撃機
- 製造者：ジェネラル・アトミックス・エアロノーティカル・システムズ
- 運用者

  -  アメリカ合衆国（アメリカ空軍、CIA、CBP、NASA）
  -  イギリス（イギリス空軍）
  -  イタリア（イタリア空軍）
  -  日本（海上保安庁）他
- 運用開始：2007年
- ユニットコスト：1332万5,000USドル

MQ-9 リーパー（Reaper：英語で「刈り取るもの」や「死神」などの意）は、ジェネラル・アトミックス・エアロノーティカル・システムズ社製の無人攻撃機。
長い航続距離と高い監視能力および攻撃能力を持つハンターキラー無人機であり、原型となったMQ-1 プレデターと同じく中高度・長時間滞空型（MALE）に分類されるが、より機体が大型化され、性能が大幅に向上している。
アメリカ空軍などで利用されている。MQ-9をベースにした非武装型もあり、国境や洋上監視、研究用としても利用されている。

## 概要
MQ-1プレデターと同じく機体に人間は搭乗していないが、有人の地上誘導ステーション（MQ-1のシステムを使用可能）で遠隔操縦される。地上誘導ステーションの操縦員は、パイロットとセンサー員が1人ずつ計2名で構成されている。
MQ-9には、MQ-1の115 HP (86 kW) のレシプロエンジンよりはるかに強力な950 SHP(712 kW) のターボプロップエンジンが搭載されており、MQ-1の3倍近い巡航速度を誇る。機体はMQ-1同様、分解してC-130輸送機で輸送可能。
アメリカ空軍は、MQ-9を2011年から2018年の間に372機購入し、MQ-1との交代を開始した。2015年からは、燃料タンクを増設しプロペラブレードも三枚から四枚に増やしたリーパーERの配備を開始している。
ゼネラル・アトミクスは2018年9月17日、アメリカ空軍が同年8月7日に同社製MQ-9ブロック5RPA（遠隔操縦航空機）による初めての自動着陸に成功したことを明らかにした。続く同月8月9日には、最初の自動離陸も実施した。

## 試作機
MQ-9 リーパーは、ジェネラル・アトミックス・エアロノーティカル・システムズ社によって試作されたRQ-1 プレデターBが原型となっている。プレデターBは、MQ-1を改良する形で3種類が製作された。
Predator B-001
胴体をMQ-1そのままに翼幅を66フィート (20m) まで延長し、エンジンをギャレット・エアリサーチ TPE331-10T ターボプロップエンジンに換装した。
Predator B-002
エンジンをウィリアムズ FJ44-2Aターボファンエンジンに換装し、ジェット化した。RQ-1 Predator Cとも呼ばれる。
Predator B-003
機体を大型化して翼幅を84フィート (25.6m) まで延長し、エンジンをPredator B-001と同じTP-331-10T ターボプロップエンジンに換装した。「アルタイル」という愛称が付けられていた。
アメリカ空軍はPredator B-003をMQ-9として正式採用することになるが、このときPredator B-003に付けられていた「アルタイル」の愛称は「リーパー」に変更され、のちに「アルタイル」はアメリカ航空宇宙局とアメリカ海洋大気庁で共同使用されている非武装型の愛称となった。

## 機体

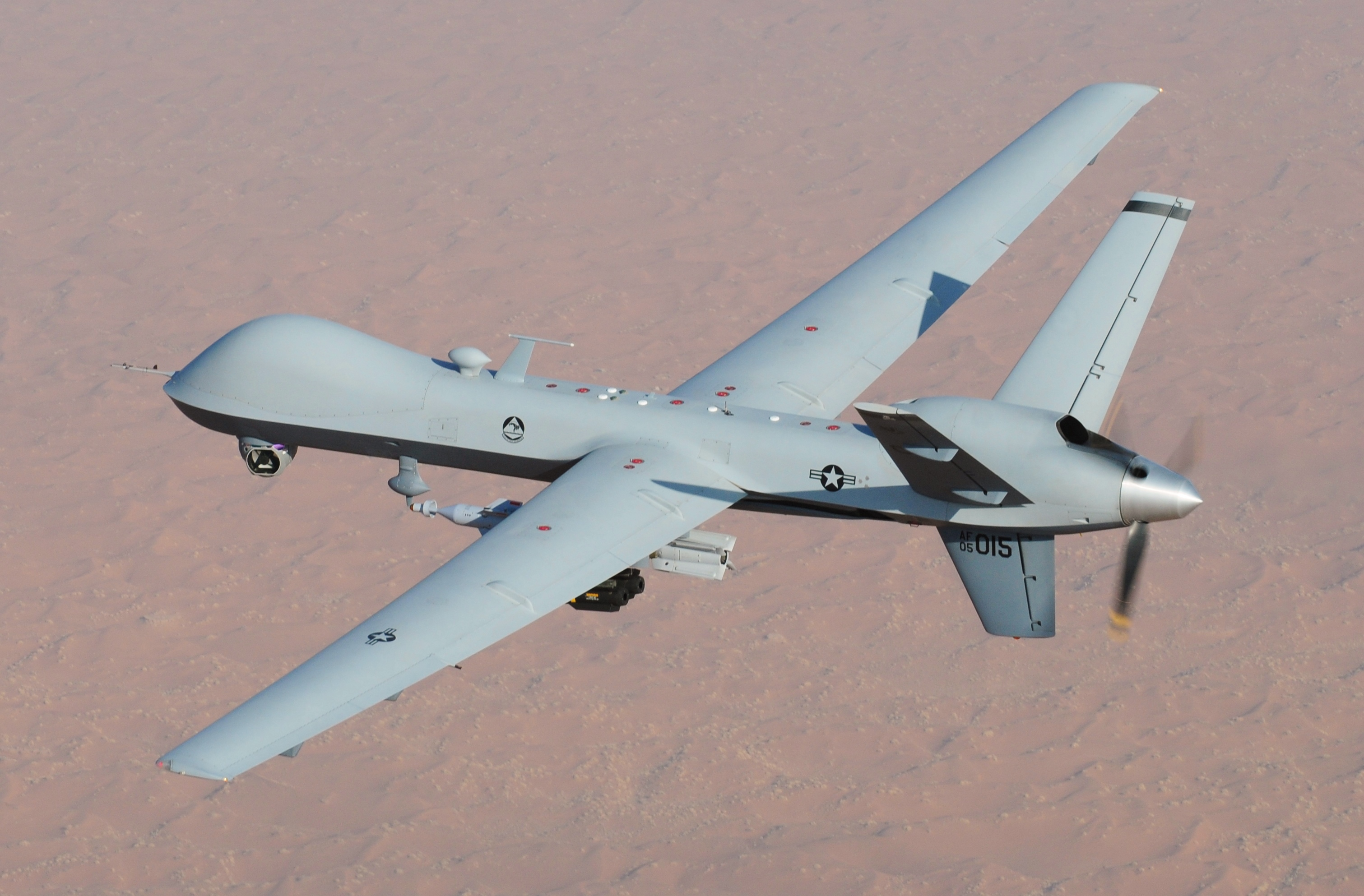
機体上部

単発のエンジンを機体後部に搭載しプロペラを後ろ向きに配置した推進式である。この方式は単発でも機首付近に空間的な余裕が出来るため、センサーやレーダーを優先する無人機ではメリットが大きい。機首上部の膨らみには衛星通信用のパラボラアンテナが格納されている。尾翼はV字と下向きの垂直尾翼を組み合わせたY字型である。降着装置は垂直尾翼が接触しないように機体のサイズと比較して細長い形状である。降着装置は引き込み式であるが、引き込んだ状態でも完全にはカバーされず隙間がある。
主翼はボルトで接続されており、簡単に取り外しが可能となっている。
両翼に3つずつ計6つのハードポイントが存在し、増槽、ヘルファイア対戦車ミサイル、ペイブウェイIIレーザー誘導爆弾、スティンガー空対空ミサイルを搭載可能（将来的にはJDAMやサイドワインダーの搭載も予定）である。追加の偵察用装備が搭載されることもあり、例としてシエラネバダ社が開発したゴルゴン・スティア広域監視センサーがある。
ハードポイントの各パイロンはそれぞれ搭載重量が異なっており、一番内側の2つが1,500ポンド (680kg)、その1つ外側の2つが600ポンド (270kg)、一番外側の2つが200ポンド (90kg) となっている。ペイロード容量は1,400 kg。

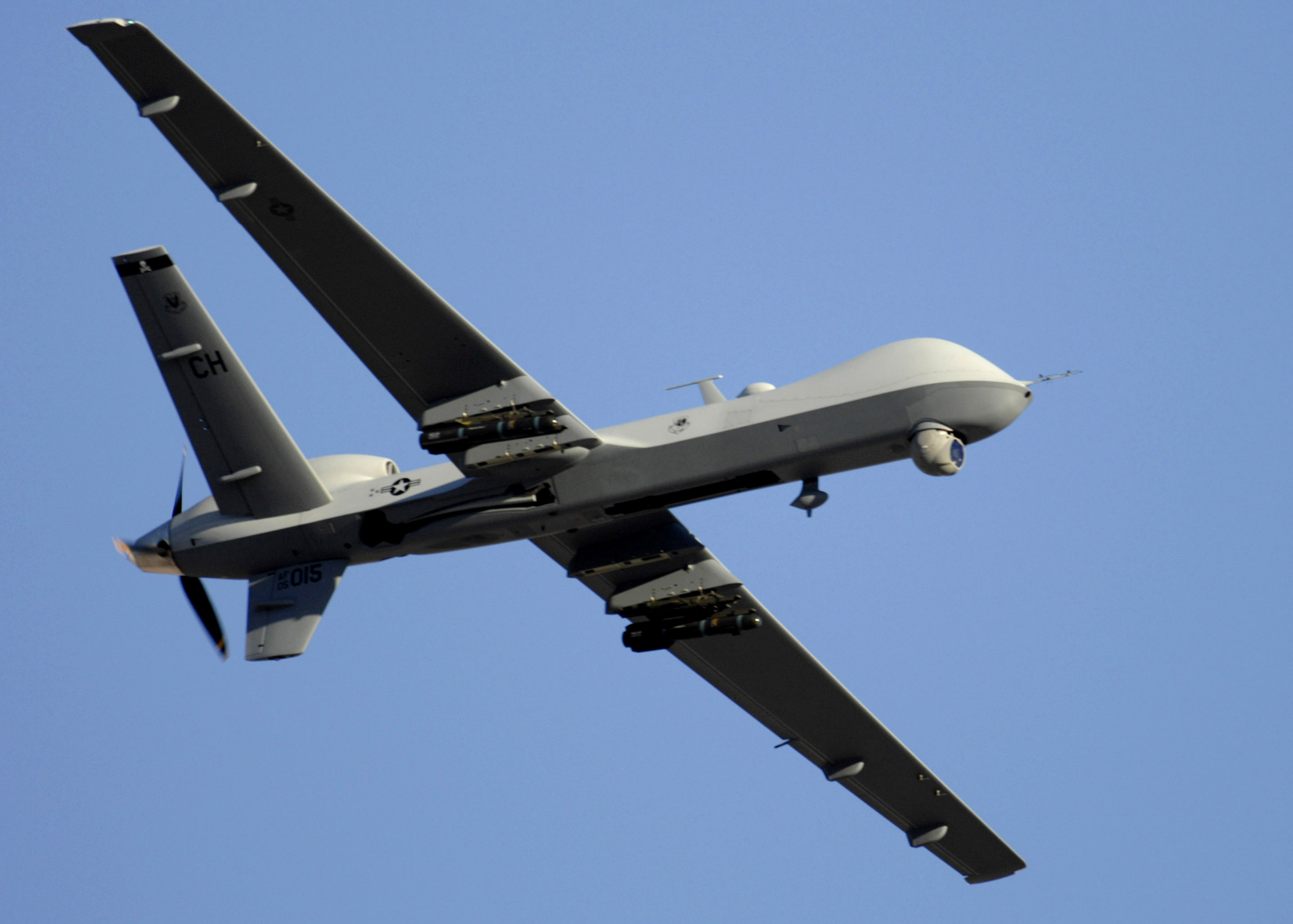
機体下部
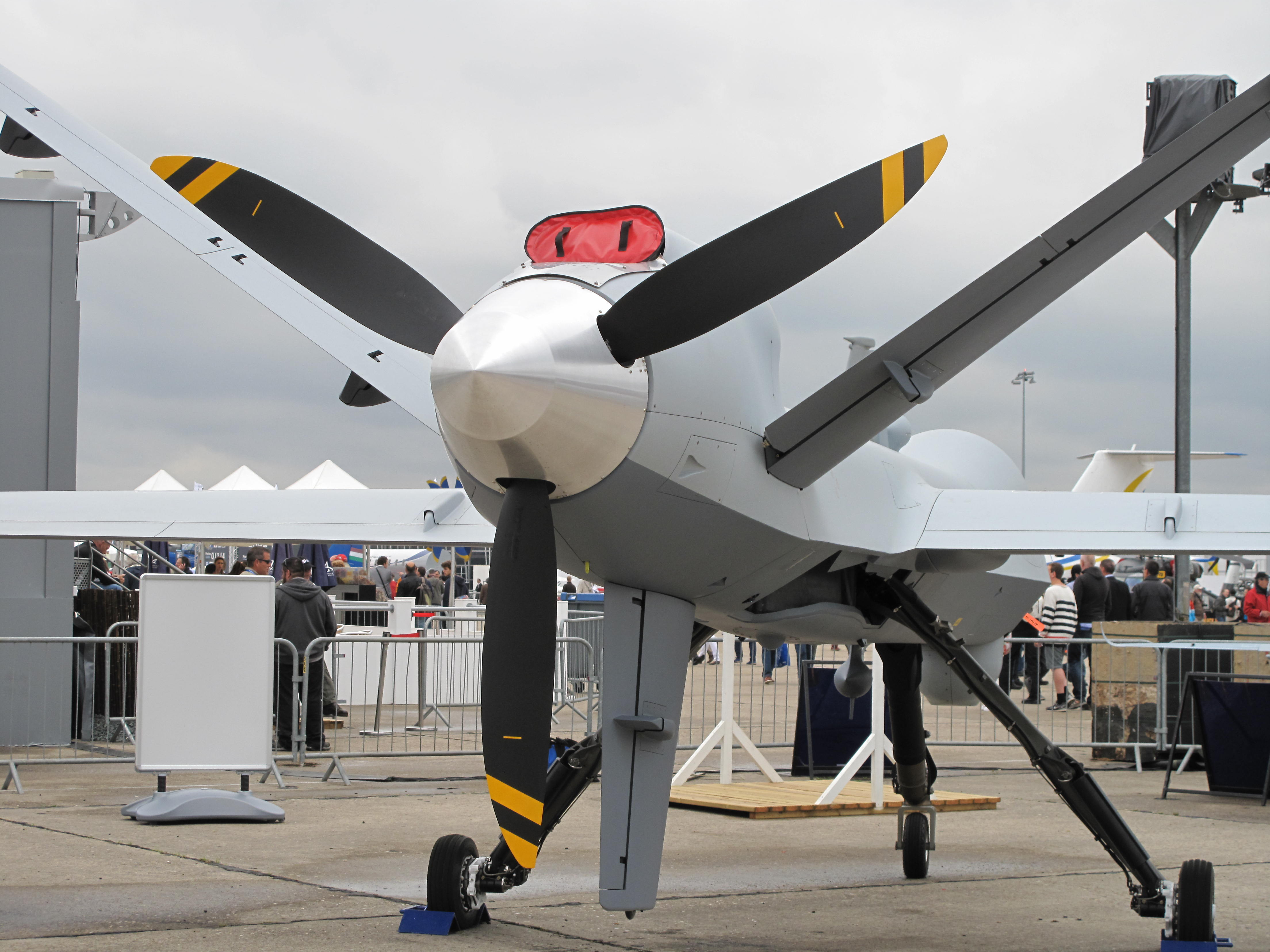
機体後部
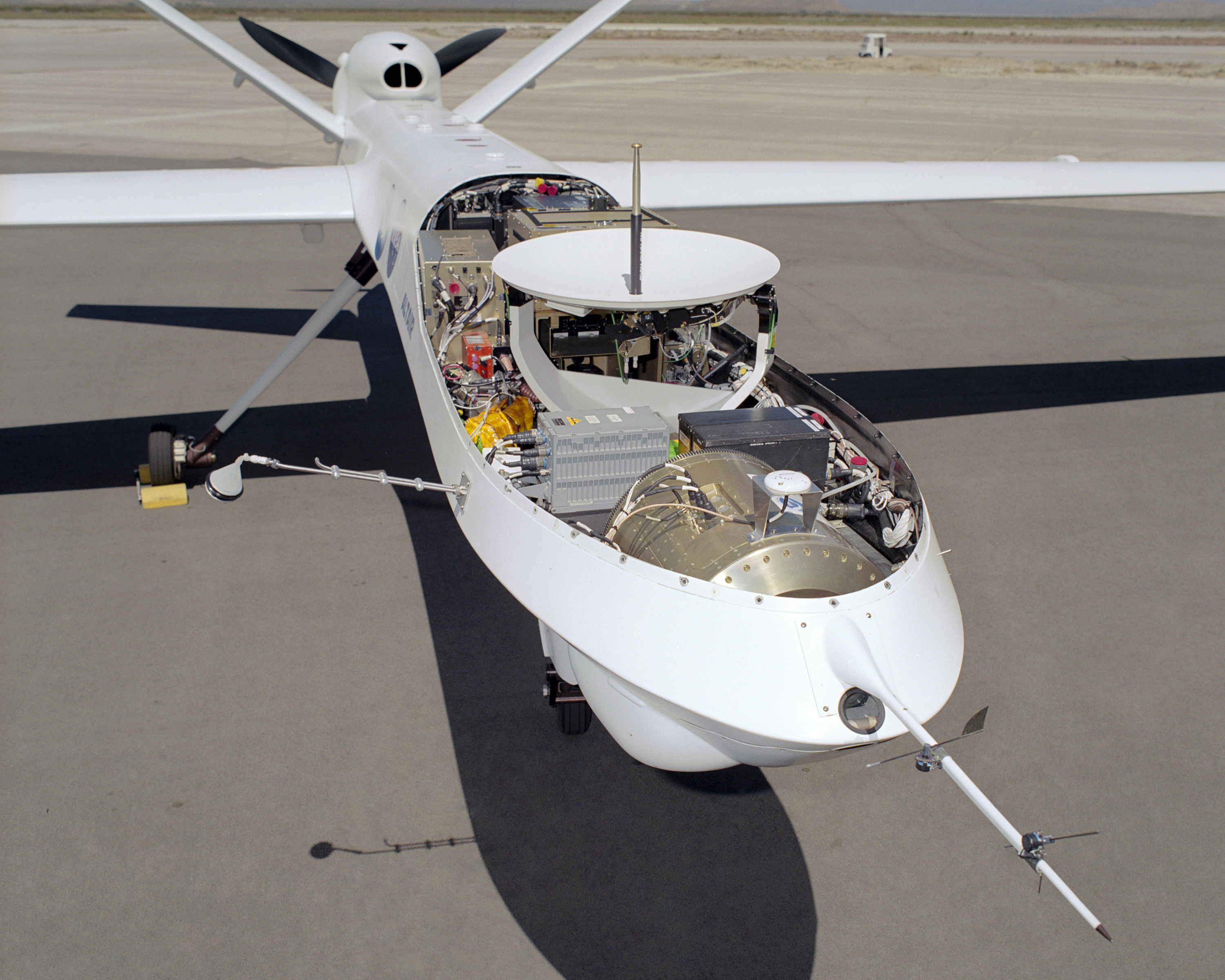
アルタイル内部の衛星通信装置
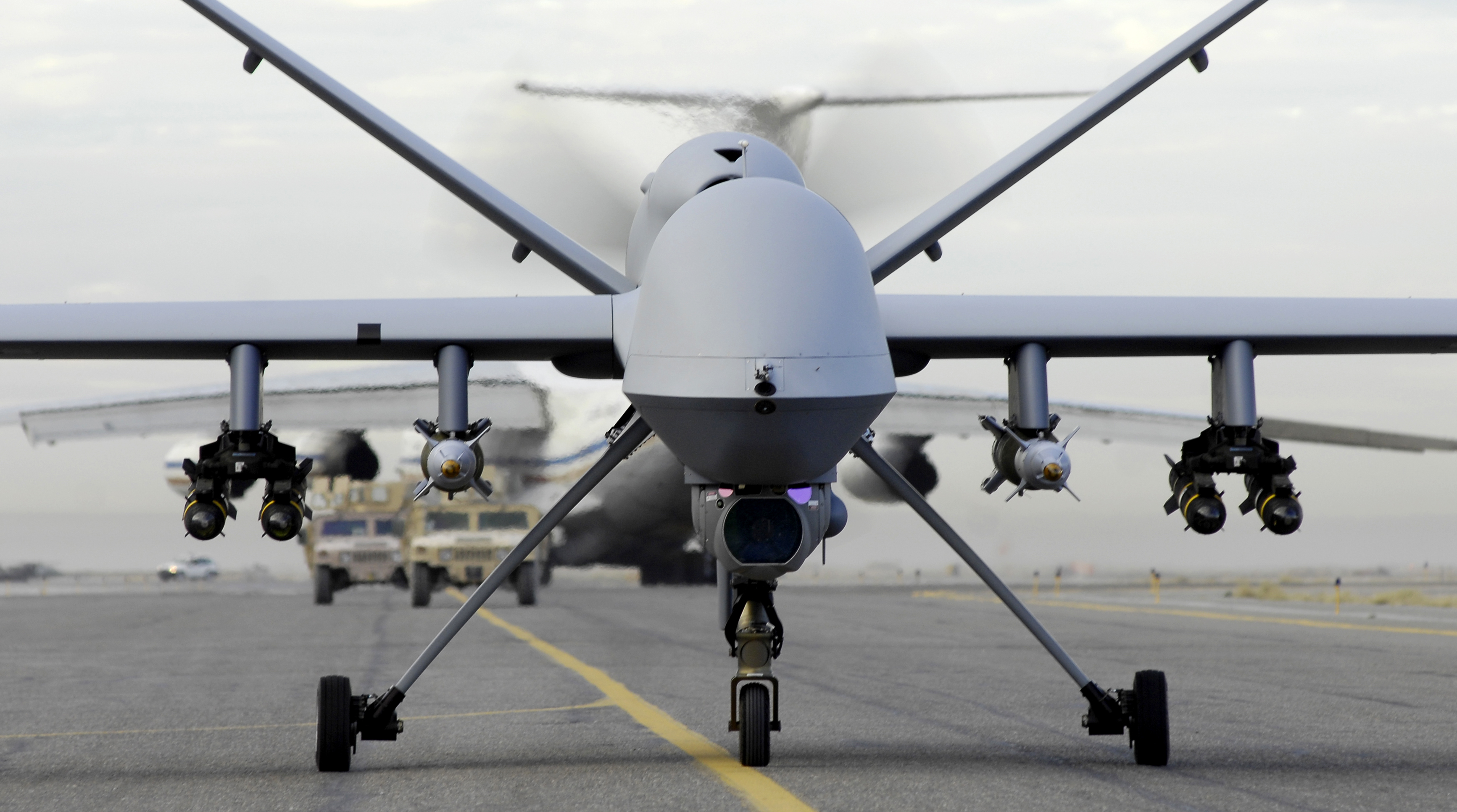
翼下にヘルファイア4発とペイブウェイ II 2発を搭載したMQ-9
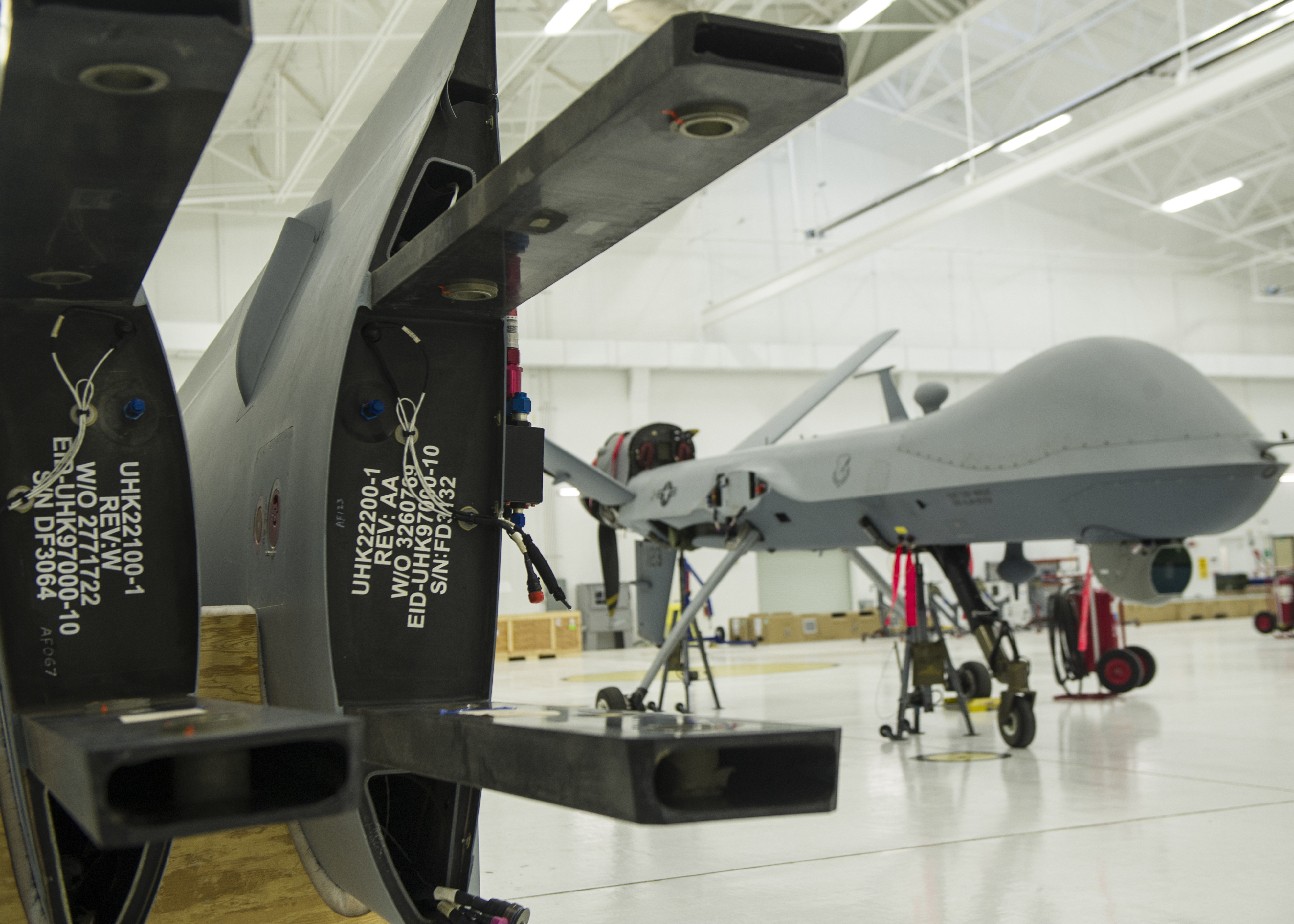
取り外された主翼。

## 派生型

### MQ-9B シーガーディアン
海上法執行機関向けのMQ-9。ウィングレットを小型にし、レオナルド社が開発した海上監視用の「シースプレー7500E V2 アクティブフェイズドアレイレーダー」を機体下部に搭載している。このレーダーは、海上での使用に最適化されたXバンドレーダーで、逆合成開口モードを備え、平均故障間隔は2000時間、最大探知距離は320海里（約592km）とされている。本機体の能力について、開発元のゼネラルアトミクス社は「数千平方海里にわたる水上船舶のリアルタイム検出および識別を可能にし、海上目標の自動追跡と自動船舶識別装置との連携、レーダー追跡との連携を実現する」としている。連続飛行時間は約35時間とされる。
後述のとおり、日本の海上保安庁は本機を5機、海上自衛隊は23機を導入することを決定している。

#### シーガーディアンの対潜哨戒任務について
アメリカ本土では、本機体にソノブイを搭載し、潜水艦を探知する実験を行っており、将来的に対潜哨戒機の役割を一部担う可能性も秘めている。2024年2月27日、ゼネラルアトミクス社は、米海軍航空システム司令部と合同で、MQ-9BからAN/SSQ-53 ソノブイと AN/SSQ-62 ソノブイの投下試験を行い、正常に情報を受信し、監視できたと発表した。

### MQ-9B スカイガーディアン

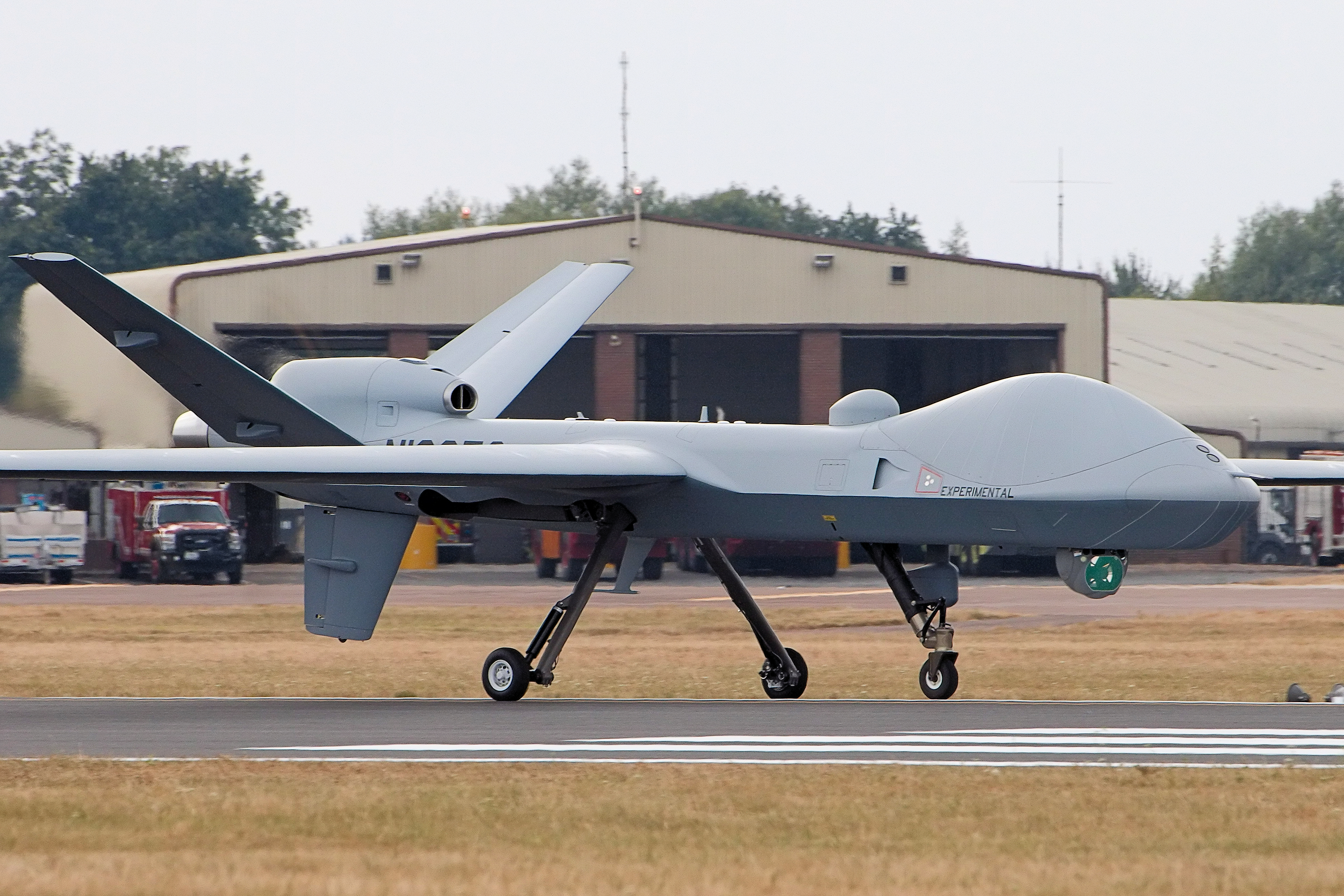
MQ-9B

NATO向けのMQ-9B。欧州の飛行規制およびNATOの装備規格STANAG 4671に対応し、無人機と有人航空機の空域共有を目指している。機体が延長され、主翼に大型のウィングレットが追加されている。
2018年7月、MALE（中高度長時間対空型無人機）では初となる大西洋横断に成功した。
輸出向けに売り込まれており、イギリス空軍ではプロテクターRG Mk1として2025年6月17日に就役、中華民国も4機の導入を決定している。他にもアラブ首長国連邦とベルギーが導入を計画しているほか、2021年に16機が各種機器、誘導爆弾と共に16億5,100万ドルでオーストラリアへ輸出されると発表された。2024年12月には、ポーランドが発注を公表した。

### MQ-9B STOL
STOL（短距離離着陸）型。通常型の主翼と尾翼を変更するオプションキットで構成され、24時間以内にSTOL型への変更ができ、カタパルトやアレスティングワイヤーが装備されていない強襲揚陸艦での運用にも対応する。空母運用に対応するため、主翼は折りたたみが可能。
2022年5月、ゼネラルアトミクス社が本型を開発中であることを公表した。2023年11月17日、MQ-1Cをベースとした技術実証機「モハベ」が、イギリス海軍クイーン・エリザベス級空母「プリンス・オブ・ウェールズ」での発着艦訓練に成功した。

### アルタイル

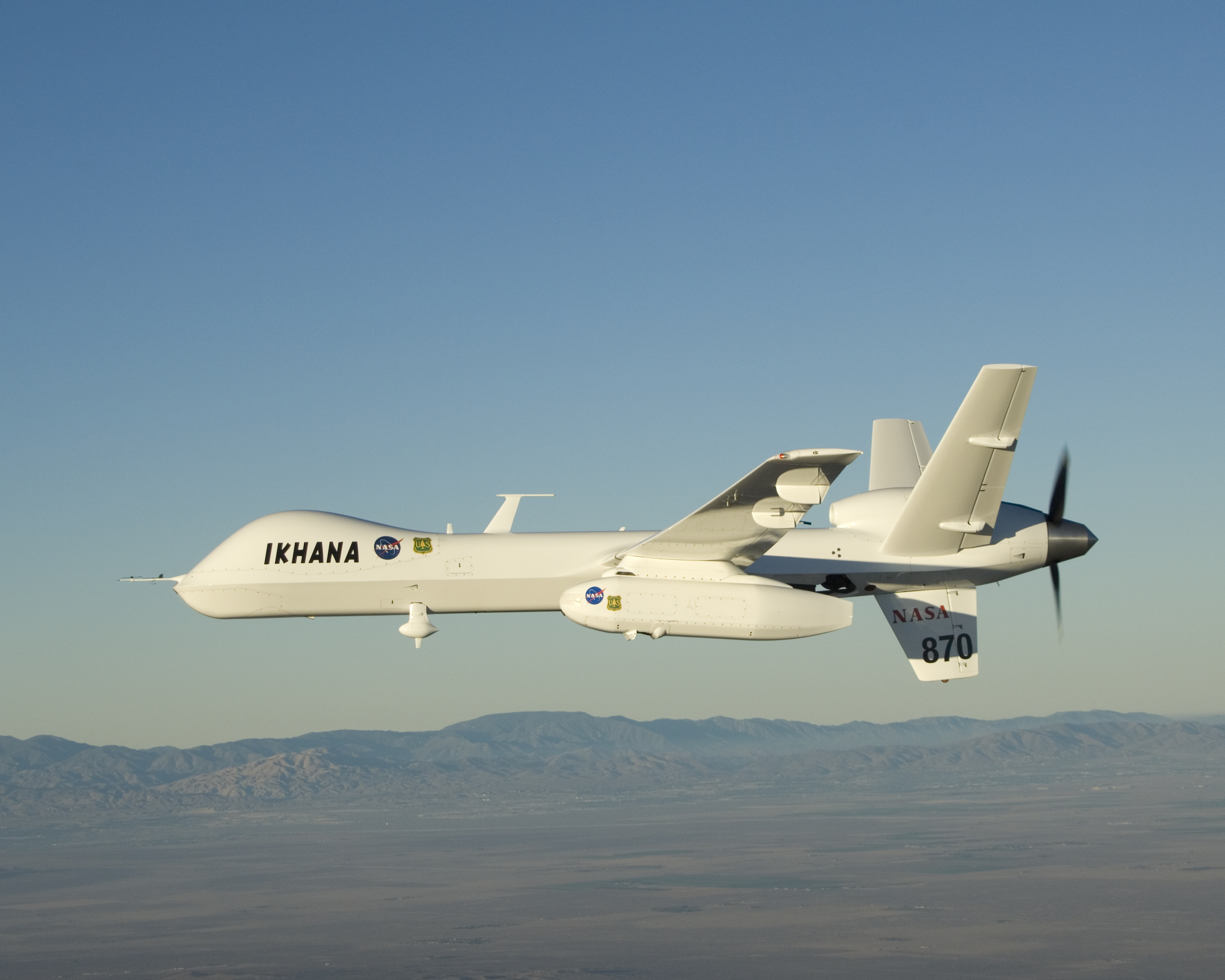
センサーポッドを搭載したIkhana

アメリカ航空宇宙局とアメリカ海洋大気庁向けの非武装型。主翼のハードポイントを廃止して計測用のセンサーを搭載している。高高度気象や無人航空機の操縦システムの研究、宇宙から帰還したカプセルの追跡などに利用されている。
主翼に計測ポッド用のハードポイントとウィングチップ・フェンスを追加したIkhanaも運用されている。

### ガーディアン
法執行機関向けの非武装型。主翼のハードポイントを廃止して、Ikhanaと同じウィングレットを追加、機体の燃料タンクを拡大したことで航続距離が増している。搭載されたカメラの精度は「富士山の頂上から車を識別できる程度」とされる。

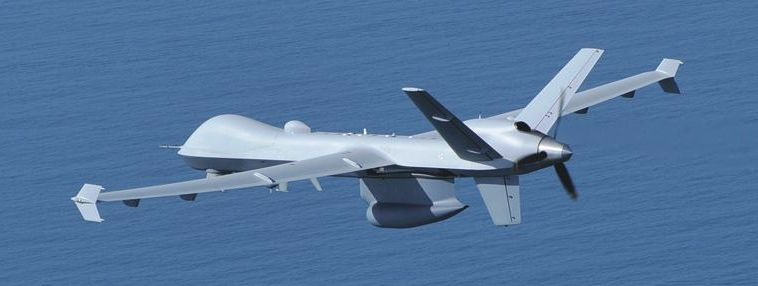
CBPのガーディアン

アメリカ合衆国税関・国境警備局（CBP）では国境監視用としてヘルメス 450などと組み合わせて運用している。アルタイルと異なり塗装は軍用と同じく灰色だが、日本でデモ飛行を行った際には白地に赤い丸を配した特別塗装機が使用された。

## 運用史

### アメリカ

#### アメリカ空軍

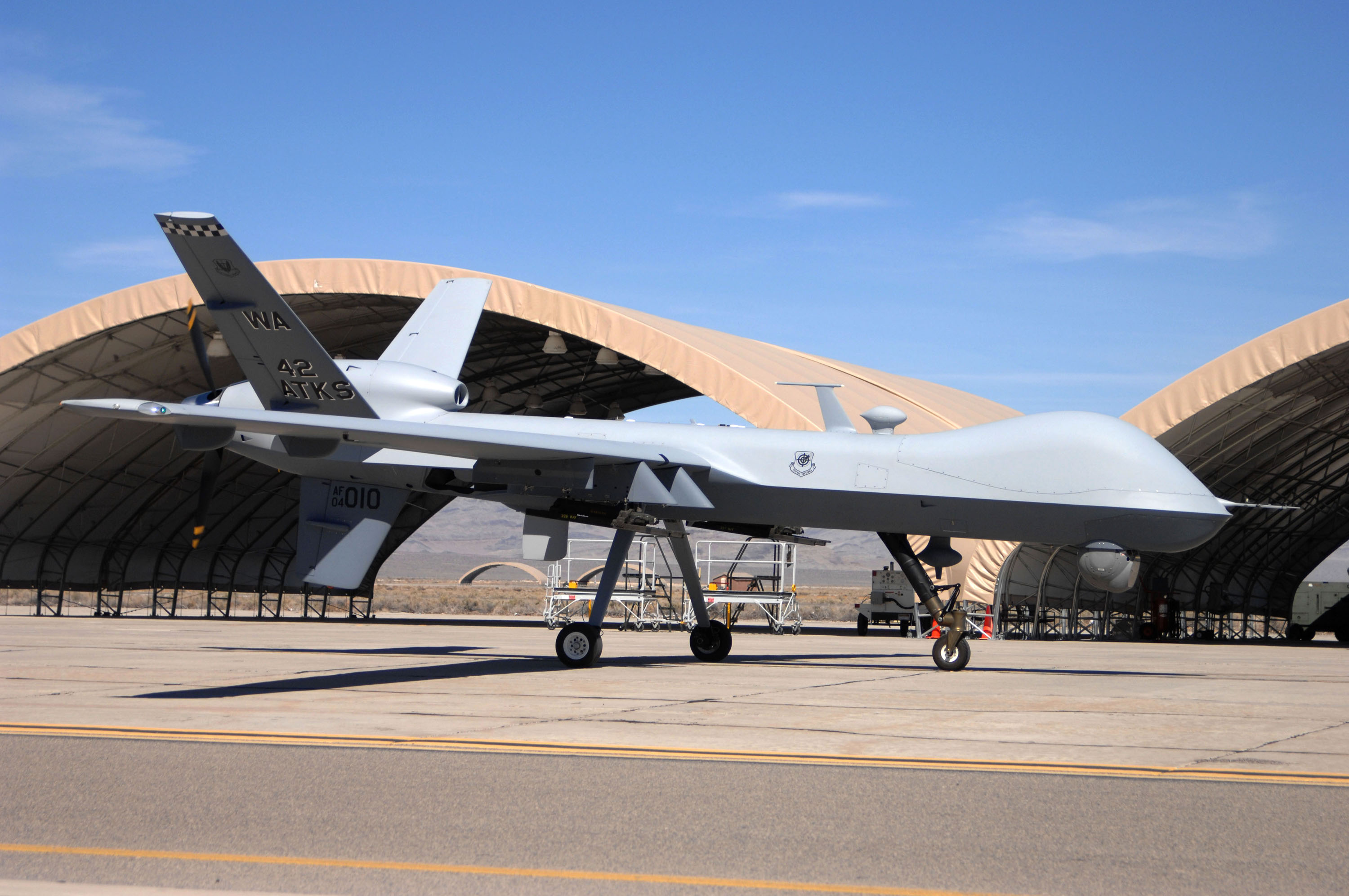
実戦部隊に配備されたMQ-9

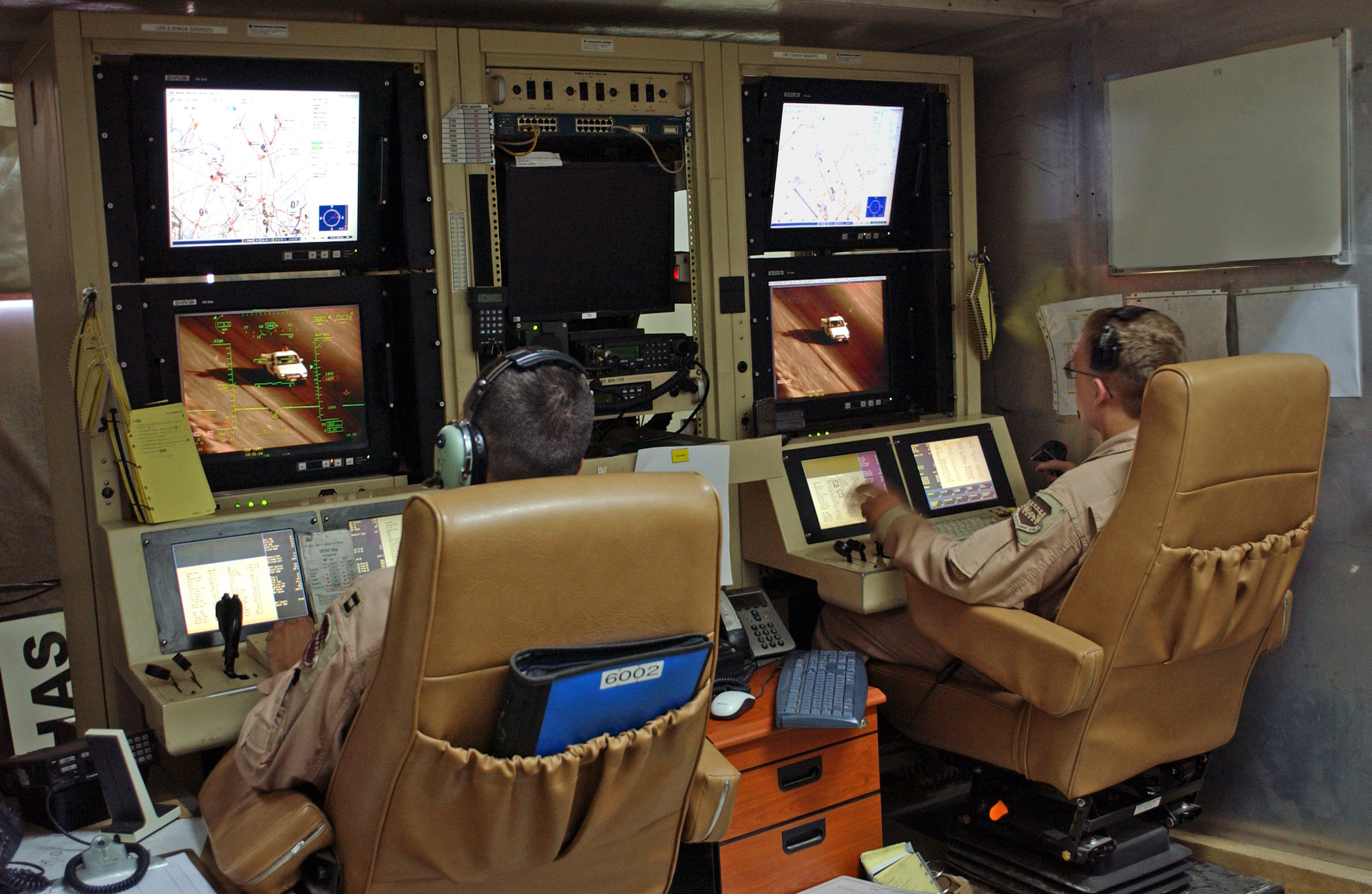
イラクのバラッド空軍基地でのMQ-1UAVフライトクルー（2007年8月）

2006年11月8日、最初のMQ-9飛行隊である第42攻撃飛行隊が編成され、翌年の2007年3月13日に最初の機体が配備された。
2007年にはイラクとアフガニスタンへの実戦配備が開始され、後者ではヘルファイアによる攻撃を行い、敵の殺傷に成功している。
2008年3月6日までに、リーパーは230kg (500ポンド)の爆弾とヘルファイアミサイルを使用してアフガニスタンの16の標的を攻撃した。
2009年9月以降、リーパーはアメリカアフリカ軍によってセーシェル諸島に配備され、インド洋の海賊対策パトロールに使用された。
2009年9月13日、アフガニスタンでの戦闘任務中にMQ-9の制御が失われ、その後、制御のないドローンがタジキスタンとのアフガニスタン国境に向かって飛行し始めた。F-15EストライクイーグルがドローンにAIM-9ミサイルを発射し、エンジンを破壊することに成功した。ドローンが地面に衝突する前に、ドローンとの接続が再確立され、ドローンは山に激突し破壊された。連合軍によって意図的に破壊された最初のドローンであった。
2010年にはアメリカ空軍州兵航空隊の第174戦闘航空団第138戦闘飛行隊にF-16戦闘機と交代する形でMQ-9の配備が行われ、これは有人機からMQ-9に改編された最初の例となった。そして、改編後の2012年9月9日付で第174攻撃航空団/第138攻撃飛行隊に名称が改められている。
近年、MQ-1とともにアフガニスタンとパキスタンでのターリバーンやアルカーイダの攻撃に参加しており、2009年8月にはパキスタン・ターリバーン運動のバイトゥッラー・マフスード司令官の殺害に成功しているが、誤爆や巻き添えによる民間人の犠牲者が多いことが問題となっている。これは無人機操縦員の誤認や地上部隊の誤報、ヘルファイアミサイルの威力が大きすぎることなどが原因となっている。このうち、ヘルファイアミサイルの問題に関してはより小型で精密なスコーピオンミサイルを採用して対処することになっている。 
無人攻撃機ゆえ、詳しい運用方法は公開されないが、2015年現在もウクライナ東部や中東各地の戦場で要人暗殺などの実戦任務に投入されているとみられている。
2011年10月、アメリカ空軍は、ソマリアでの監視のみの運用のために、エチオピアのアルバミンチ空港からリーパーの運用を開始した。
2012年、リビアの米国大使を殺害した攻撃の後、リーパーとプレデターの両方がリビアのベンガジに配備された。
2013年2月、アメリカはマリ共和国でのセルヴァル作戦中にフランス軍に情報を提供するためにニアメにプレデターを配備した。その後、2つのMQ-9リーパーに置き換えられたが、同年4月、リーパーの1つが、機械的な故障のために監視飛行中に墜落している。
2015年11月13日、アメリカ国防総省は、MQ-9リーパーがISILメンバーのモハメッド・エムワジ（通称「ジハーディ・ジョン」）を殺害したと報告した。
2016年、アフガニスタンやシリアで任務中に墜落した。
2017年1月18日、2機のステルス爆撃機B-2とリビアにあるISILの訓練キャンプを爆撃、IS戦闘員80人以上を殺害した。
2017年10月にイエメンでフーシに撃墜された。
2017年11月には対空戦闘を行う実験で敵機を撃墜したとされた。
2019年10月にISILの最高指導者アブー・バクル・アル＝バグダーディーを急襲すべく実行されたカイラ・ミューラー作戦ではF-15戦闘機とともに空爆も行った。
2020年1月に起きたバグダード国際空港攻撃事件でイスラム革命防衛隊のガーセム・ソレイマーニー司令官の殺害に使用したとされる。
2023年3月14日、アメリカ空軍は黒海上空の国際空域でMQ-9がロシア軍機と衝突し、1機が墜落したと発表した。米側の説明によると、ロシア軍のSu-27戦闘機2機が進路を妨害し、うち1機がプロペラに衝突。衝突前には数回に渡り燃料を浴びせ、前方を遮ったという。一方、ロシア国防省は声明で「戦闘機は兵器を使用せず、無人機と接触もしていない。無人機は急激な動きで制御不能となった」と否定した。
同年7月25日、シリア上空でロシア空軍のSu-35Sと見られる戦闘機の発射したフレアがMQ-9に当たり、プロペラが損傷したと発表した。プロペラ損傷後も飛行を維持し、基地に帰還したという。アメリカ中央空軍は声明で「この無謀で、プロフェッショナルさにかける行為を直ちに終わりにするように求める」と抗議した。
2024年2月20日、アメリカ国防総省は、19日に紅海でMQ-9がイエメンの親イラン武装組織フーシの地対空ミサイルで撃墜されたと明らかにした。
2020年9月30日現在、280機が配備されている。

#### 在日アメリカ軍
2022年11月21日、アメリカ空軍は鹿屋航空基地にMQ-9B 8機を配備し、1年間の一時展開を開始した。東シナ海などの海域での監視や偵察を目的とし、日本政府と米政府で配備が計画され、翌年11月まで米軍関係者150～200人が鹿屋市に駐留する。2023年8月22日、鹿屋航空基地で、MQ-9が着陸時に滑走路を外れてオーバーランし、地上設備に接触した。状況確認のため午後2時15分ごろまで滑走路を閉鎖したが、けが人や基地周辺の被害は確認されなかった。
2023年9月5日、浜田靖一防衛相は11月20日に運用期限を迎える鹿屋基地への展開について「米側との調整になる」と述べ、延長を否定しなかった。その後、日米両政府は沖縄周辺の警戒監視と情報収集を強化するため、嘉手納基地に移転し、11月から運用を開始することを決定した。同年11月7日、防衛省はMQ-9の移転配備が完了し、運用が始まったと通知した。
2024年8月23日、米海兵隊も嘉手納基地にMQ-9最大6機を一時展開すると発表した。同月31日から飛行を開始したと報じられている。

### 日本における運用

#### 海上保安庁
2022年10月19日、海上保安庁は海上自衛隊八戸航空基地にMQ-9B 1機を配備し、運用を開始した。同基地にコックピットを備えたオペレーションセンターも設置される。ジェネラル社員約20人に操縦などの業務を委託し、海上保安官4人が交代で「運用官」として、パイロットに飛行するエリアや撮影する対象を指示し、映像やレーダーの情報をモニターで確認する。
2023年5月5日、3機運用を開始した。3機体制になったことで、24時間365日の海洋監視が可能になった。今後、2025年度に2機を新規購入し、5機体制とすることで、複数の海域を常時監視できる体制に拡充予定である。
2023年11月20日、読売新聞が、政府は2024年度末までに運用拠点を現在の八戸航空基地から海上保安庁北九州航空基地（福岡県）に移転する方針を固めたと報じた。 防衛省・自衛隊との官庁間協力の取り決めで、八戸航空基地の建物や敷地は2024年度末に使用期限を迎えるため、運用拠点を移す必要があり、 政府関係者は「北九州は尖閣諸島や朝鮮半島にも近く、高い海洋監視能力をさらに発揮できる配置となる」としている。2025年1月30日、海上保安庁は北九州航空基地での試験運用を31日から始めると発表した。すでに3機を八戸航空基地から移動させており、10月以降は2機を新規配備し、5機体制で運用をする予定である。

#### 海上自衛隊
2023年5月9日、海上自衛隊は八戸航空基地の第2航空群で、試験的に導入したMQ-9B シーガーディアンの実運用テストを開始した。これは、現在海上自衛隊が固定翼哨戒機で行なっている警戒監視などの任務の一部を、将来的に無操縦者航空機により代替可能か検証するものである。本機は、P-1哨戒機などが海中に投下したソノブイの無線を機体前方で受信し、潜水艦を探知でき、担当者は「将来的にP-1の一部機能を代替する可能性がある」としている。
2024年11月15日、防衛省MQ-9B シーガーディアンを正式に導入することを発表した。2028年度に初号機を配備し、2032年度ごろまでに計23機を導入する計画。

## 運用国
フランス
フランス航空宇宙軍 - 2024年時点で、12機のMQ-9Aリーパーを保有。
 インド
 イタリア
 モロッコ
モロッコ空軍 - MQ-4Bシーガーディアン×4機を導入予定。
 オランダ
 スペイン
 イギリス
イギリス空軍 - 2025年6月17日に正式に就役し、16機を導入中。
 アメリカ合衆国
 台湾
 アラブ首長国連邦
 日本
 ポーランド

## 仕様
- 製作： ジェネラル・アトミックス
- 操縦員（遠隔操作）： 2名(パイロット1名、センサー員1名)
- エンジン： ハネウェル TPE331-10Tターボプロップエンジン、出力950 SHP(712 kW)
- 最大燃料搭載量： 1,815 kg (4,000 lb)
- 長さ： 11 m (36 ft)
- 翼幅： 20 m (66 ft)
- 空虚重量： 2,223 kg (4,900 lb)
- 最大離陸重量： 4,760 kg (10,500 lb)
- 最高高度： 15,200m (50,000 ft)
- 運用高度： 7,600m (25,000 ft)
- 滞空時間： 14〜28時間
- 航続距離： 5,926 km (3,200 nmi, 3,682 mi)
- ペイロード： 3,750 lb (1,700 kg)
- ハードポイント：6つ
- 最高速度： 482 km/h (300 mph, 260 knots)
- 巡航速度： 276-313 km/h (172-195 mph, 150-170 knots)
- レーダー： AN/APY-8 Lynx II
- センサー： MTS-B

## 登場作品

### 映画
『アイ・イン・ザ・スカイ 世界一安全な戦場』
英米両国による「合同テロリスト捕獲作戦」の中で、テロリストの捕捉と攻撃を行う。
『イーグル・アイ』
人工知能「アリア」に制御を奪われた機体が登場。主人公たちを追跡する。
『ゴジラシリーズ』
『シン・ゴジラ』
アメリカ空軍所属機が多数登場。最初から撃墜されることを前提として、東京駅付近のゴジラに対する「ヤシオリ作戦」にMQ-1 プレデターとともに投入され、ゴジラが飛行物体を無差別に攻撃する特性を利用し、わざと放射線流を撃たせてエネルギー切れで放射線流が出せなくなるようにするため、AGM-114 ヘルファイア対戦車ミサイルとペイブウェイIIレーザー誘導爆弾による波状攻撃を行う。
『ゴジラxコング 新たなる帝国』
フランス軍機が登場。モンタニャックの核施設を襲撃したゴジラに対してミサイル攻撃を加える。

『散歩する侵略者』
所属不明機が登場。地球の侵略を計画する宇宙人らによって、宇宙へ向けた仲間への通信が発せられている廃工場上空に飛来し、「ガイド」として宇宙人に協力していたジャーナリストを追跡、ミサイルによって殺害する。
『スカイライン -征服-』
アメリカ空軍所属機としてジェットエンジン搭載の架空型が登場。ロサンゼルス上空に出現したエイリアンの母船を、X-47Bとともに攻撃する。
『地球が静止する日』
アメリカ空軍所属機としてジェットエンジン搭載の架空型が登場。セントラル・パーク内にいるゴートを、AIM-9 サイドワインダーミサイルで攻撃する。
『特攻野郎Aチーム THE MOVIE』
アメリカ空軍所属機として、実物にはない航空機関砲を搭載した架空仕様が2機登場。中盤のドイツで、ハンニバルことジョン・スミス率いる「Aチーム」がH・Mことマードックと合流後に逃走手段としてアメリカ空軍の基地から強奪したC-130 ハーキュリーズを緊急発進して追撃し、機関砲と空対空ミサイルで攻撃して撃墜する。その後は、撃墜された機体から脱出したAチームが乗り込むM8空挺戦車と激しい空中戦を繰り広げ、2機とも撃墜される。
『トランスフォーマーシリーズ』
『トランスフォーマー』
アメリカ空軍所属機としてジェットエンジン搭載の架空型が登場。スコルポノックの襲撃を受けるレノックス大尉からの連絡を受け、状況を確認するため緊急発進し、国防総省に現地の映像を送り届ける。
『トランスフォーマー/リベンジ』
アメリカ空軍所属機が登場。エジプトへ向かったレノックス大尉たちと連絡が取れなくなったことを受け、現地の状況を確認するため緊急発進する。

『ドローン・オブ・ウォー』
主人公がラスベガス近郊の空軍基地からアフガニスタンでの作戦に従事する機体を操縦し、タリバン兵士を攻撃する。
『ランド・オブ・バッド』

### テレビドラマ
『ザ・ラストシップ』
Season3に登場。アメリカ海軍駆逐艦「ネイサン・ジェームズ」への攻撃を行う。

### アニメ
『バイオハザード: ヴェンデッタ』
武器商人グレン・アリアスの結婚式会場を爆撃した無人機として登場。
『魔法科高校の劣等生』
大亜細亜連合部隊所属機としてMQ-9に酷似した形状の無人偵察機が登場。「横浜事変」の際に投入される。現実のMQ-9が初飛行してから、90年近く後の話となる。WEB小説版では未登場で、文庫小説版では全長1m規模のエンテ型無人偵察機として描写されているが、アニメ版では形状が変更された。

### ゲーム
『ARMA 2』
AIやプレイヤーが直接操作するほか、半自律操作が可能。
『Modern Warships』
プレイヤーが操作可能なドローンとして対艦、対空攻撃を行う。
『コール オブ デューティ モダン・ウォーフェア3』
キャンペーンとマルチプレイに登場する。
『コンフリクト・オブ・ネイションズ』
欧州兵器ツリーのUAVとして登場する。

### その他
『トップ・ギア』
シリーズ21の第1回にTGPD（トップギア警察）の無人偵察機として、MQ-9をモデルとしたラジコンが登場。ジェームズ・メイが乗るフォード・フィエスタXR2iを上空から捜索して発見する。